# Илларионова, Галина Александровна
Гали́на Алекса́ндровна Илларио́нова (10 июля 1950, Пертылга, Моркинский район, Марийская АССР, РСФСР, СССР) ― советская и российская актриса театра. Артист-кукловод, помощник режиссёра Республиканского театра кукол (г. Йошкар-Ола) (1969―2005). Народная артистка Республики Марий Эл (1992). Заслуженная артистка Марийской АССР (1979).

## Биография
Родилась 10 июля 1950 года в деревне Пертылга Моркинского района Марийской АССР. 
В 1969 году окончила Горьковское театральное училище.
В 1969―1979 годах ― актриса, в 1979―2005 годах ― помощник режиссёра Республиканского театра кукол (г. Йошкар-Ола)

## Театральная деятельность
Сыграла в Республиканском театре кукол Марий Эл более 70 ролей. В театре кукол часто играла роли мальчишек: дядя Фёдор, Мальчиш-Кибальчиш, Чиполлино, Буратино. При этом актриса играла старушек и других персонажей. В её репертуаре ― роли Волчонка в спектакле «Йогывай», мальчика Вити в спектакле «Канде пеледыш» («Голубой лепесток»), Снеговика в спектакле «Солнышко и снежные человечки», невесты Дамая в «Приключениях охотника Дамая», бабушки в «Принцессе и свинопасе», Волчихи в спектакле «Серебряное копытце», Царицы в «Сказке о мёртвой царевне» и др. Одна из самых ярких ролей ― инструктор кантонного исполкома в спектакле для взрослых «Ораде каче» («Непутевый жених») по рассказам классика марийской драматургии М. Шкетана.
Параллельно с актёрской деятельностью занималась подготовкой молодых кадров театра.

## Признание
- Народная артистка Республики Марий Эл (11 ноября 1992)[1][2] ― за особые заслуги в развитии театрального искусства и высокое исполнительское мастерство[6]
- Заслуженная артистка Марийской АССР (1979)[1][2]